# درمان‌های زیست پزشکی
برای درمان بیماریهای روانی مانند اضطراب، روانپریشی، وسواس جبری و افسردگی دو رویکرد درمانی متفاوت وجود دارد: درمان‌های زیست - پزشکی و درمانهای غیر زیست پزشکی (روانشناختانه) مانند روان درمانی، گروه درمانی، رفتار درمانی، کاردرمانی.
روانپزشکان اغلب از رویکرد اول و روانشناسان اغلب از رویکرد دوم بهره می‌برند.
درمان‌های زیست - پزشکی شامل: دارو درمانی، جراحی روانی و درمان با ضربهٔ الکتریکی تشنج آور که از سوی روان پزشک تجویز می‌شوند. اساس این گونه درمان‌ها بر این فرض است که رفتارهای مشکل ساز، حداقل تا اندازه‌ای به دلیل عدم تعادل شیمیایی یا بدکارکردی دستگاه عصبی به وجود می‌آیند. روان پزشکان با بیمارانی که درمان‌های زیستی دریافت می‌کنند، سر و کار دارند و غالباًبرای ارزشیابی اثر بخشی آن‌ها به پژوهش دست می‌زنند.